# Myrmicinae
Los mirmicinos (Myrmicinae) son una subfamilia de hormigas. Las pupas carecen de capullos. Algunas especies tienen un aguijón funcional. El pecíolo (base constreñida del abdomen) de los mirmicinos está formado por dos segmentos.

## Taxonomía
La subfamilia Myrmicinae se divide en numerosas tribus, aunque recientemente el número de tribus ha sido reducido a seis; hay más de 130 géneros y 7000 especies:
- Agroecomyrmecini
- Attini
- Basicerotini
- Blepharidattini
- Cataulacini
- Cephalotini
- Crematogastrini
- Dacetonini
- Formicoxenini
- Melissotarsini
- Meranoplini
- Metaponini
- Myrmecinini
- Myrmicariini
- Myrmicini
- Ochetomyrmecini
- Phalacromyrmecini
- Pheidolini
- Pheidologetonini
- Solenopsidini
- Stegomyrmecini
- Stenammini

Géneros sin asignación a tribu:
- Archimyrmex Cockerell, 1923
- Attopsis Heer, 1850
- Cephalomyrmex Carpenter, 1930
- Electromyrmex Wheeler, 1910
- Eocenidris Wilson, 1985
- Eoformica Cockerell, 1921
- Eomyrmex Hong, 1974
- Lenomyrmex Fernandez & Palacio G., 1999
- Promyrmicium Baroni Urbani, 1971